# Чемпіонат світу з хокею із шайбою 2011 (склади команд)
Склади команд-учасниць фінального турніру чемпіонату світу з хокею із шайбою 2011 року. Склад кожної збірної на чемпіонататі світу 2011 складається не менше ніж з 15 польових гравців (нападники і захисники) і 2 воротарів, і не більше ніж 20 польових гравців і 3 воротарів. Усі 16 команди-учасниць, після згоди зі своїми національними федераціями, мали право доповнити склад до початку зустрічі дирекціх ІІХФ 28 квітня 2011 року.

## Австрія
- Білл Гілліган — головний тренер
- Менні Вівейрос — асистент тренера
- Курт Гаранд — асистент тренера
- Джузеппе Міон — начальник команди

Склад гравців на чемпіонаті світу 2011:
Станом на 5 травня 2011
| Воротарі | Воротарі          | Воротарі | Воротарі | Воротарі | Воротарі        | Воротарі        |
| #        | Гравець           | Хват     | Зріст    | Вага     | Дата народження | Команда         |
| -------- | ----------------- | -------- | -------- | -------- | --------------- | --------------- |
| 29       | Юрген Пенкер      | Л        | 185 см   | 90 кг    | 17 жовтня 1982  | В'єнна Кепіталс |
| 30       | Рене Светте       | Л        | 183 см   | 83 кг    | 21 серпня 1988  | ХК Клагенфурт   |
| 31       | Фабіан Вайнгандль | Л        | 192 см   | 100 кг   | 3 січня 1987    | Грац 99-ерс     |

| Захисники | Захисники               | Захисники | Захисники | Захисники | Захисники        | Захисники          |
| #         | Гравець                 | Хват      | Зріст     | Вага      | Дата народження  | Команда            |
| --------- | ----------------------- | --------- | --------- | --------- | ---------------- | ------------------ |
| 4         | Гергард Унтерлуггауер C | Л         | 176 см    | 92 кг     | 15 серпня 1976   | ХК Філлахер        |
| 11        | Філіпп Лакос            | П         | 193 см    | 99 кг     | 19 серпня 1980   | В'єнна Кепіталс    |
| 17        | Йоганнес Райхель        | Л         | 182 см    | 86 кг     | 29 квітня 1982   | ХК Клагенфурт      |
| 24        | Дарсі Веренка           | П         | 188 см    | 95 кг     | 16 лютого 1983   | Грац 99-ерс        |
| 28        | Мартін Шумніг           | Л         | 181 см    | 78 кг     | 28 липня 1989    | ХК Клагенфурт      |
| 41        | Маріо Альтманн          | Л         | 193 см    | 94 кг     | 4 листопада 1986 | ХК Філлахер        |
| 51        | Маттіас Траттніг        | Л         | 185 см    | 96 кг     | 22 квітня 1979   | Ред Булл Зальцбург |
| 55        | Роберт Лукас            | Л         | 177 см    | 80 кг     | 29 серпня 1978   | Ред-Вінгс Лінц     |

| Нападники | Нападники          | Нападники | Нападники | Нападники | Нападники        | Нападники          |
| #         | Гравець            | Хват      | Зріст     | Вага      | Дата народження  | Команда            |
| --------- | ------------------ | --------- | --------- | --------- | ---------------- | ------------------ |
| 5         | Томас Раффль       | Л         | 193 см    | 92 кг     | 19 червня 1986   | Ред Булл Зальцбург |
| 6         | Рафаель Роттер     | П         | 174 см    | 80 кг     | 14 червня 1987   | В'єнна Кепіталс    |
| 8         | Роланд Каспіц      | Л         | 170 см    | 78 кг     | 1 листопада 1981 | ХК Філлахер        |
| 12        | Міхаель Раффль     | Л         | 184 см    | 83 кг     | 1 грудня 1988    | ХК Філлахер        |
| 13        | Міхаель Шихль      | Л         | 181 см    | 92 кг     | 29 січня 1989    | Ред Булл Зальцбург |
| 15        | Мануель Латуза     | Л         | 182 см    | 86 кг     | 23 січня 1984    | Ред Булл Зальцбург |
| 16        | Патрік Гаранд      | Л         | 182 см    | 87 кг     | 15 березня 1984  | Грац 99-ерс        |
| 18        | Томас Кох А        | Л         | 173 см    | 79 кг     | 17 серпня 1983   | Ред Булл Зальцбург |
| 19        | Філіпп Лукас       | П         | 177 см    | 86 кг     | 4 грудня 1979    | Ред-Вінгс Лінц     |
| 20        | Даніель Вельзер    | Л         | 180 см    | 86 кг     | 16 лютого 1983   | Ред Булл Зальцбург |
| 34        | Маркус Пайнтнер    | Л         | 180 см    | 82 кг     | 17 грудня 1980   | Грац 99-ерс        |
| 36        | Марко Певаль       | Л         | 178 см    | 78 кг     | 17 вересня 1978  | Ред Булл Зальцбург |
| 77        | Томас Гундертпфунд | Л         | 189 см    | 85 кг     | 14 грудня 1989   | ХК Клагенфурт      |
| 91        | Олівер Зетцінгер А | Л         | 184 см    | 92 кг     | 11 липня 1983    | ХК Лозанна         |

## Білорусь
- Едуард Занковець — головний тренер
- Володимир Циплаков — асистент тренера
- Андрій Гусов — асистент тренера
- Олександр Андрієвський — асистент тренера

Склад гравців на чемпіонаті світу 2011:
Станом на 5 травня 2011
| Воротарі | Воротарі         | Воротарі | Воротарі | Воротарі | Воротарі        | Воротарі        |
| #        | Гравець          | Хват     | Зріст    | Вага     | Дата народження | Команда         |
| -------- | ---------------- | -------- | -------- | -------- | --------------- | --------------- |
| 2        | Сергій Шабанов   | Л        | 180 см   | 79 кг    | 24 лютого 1974  | Німан Гродно    |
| 31       | Андрій Мезін     | Л        | 182 см   | 78 кг    | 8 липня 1974    | Динамо Мінськ   |
| 40       | Дмитро Мильчаков | Л        | 183 см   | 78 кг    | 2 березня 1986  | Металург Жлобин |

| Захисники | Захисники            | Захисники | Захисники | Захисники | Захисники         | Захисники                   |
| #         | Гравець              | Хват      | Зріст     | Вага      | Дата народження   | Команда                     |
| --------- | -------------------- | --------- | --------- | --------- | ----------------- | --------------------------- |
| 5         | Микола Стасенко      | П         | 195 см    | 101 кг    | 15 лютого 1987    | Амур Хабаровськ             |
| 7         | Володимир Денисов    | Л         | 181 см    | 94 кг     | 29 червня 1984    | ХК Амбрі-Піотта             |
| 22        | Олег Горошко         | Л         | 178 см    | 76 кг     | 19 листопада 1989 | Німан Гродно                |
| 25        | Сергій Колосов       | Л         | 193 см    | 98 кг     | 22 травня 1986    | Гранд-Рапідс Гріффінс (АХЛ) |
| 43        | Віктор Костюченок А  | Л         | 188 см    | 89 кг     | 7 червня 1979     | Динамо Мінськ               |
| 52        | Олександр Рядинський | П         | 190 см    | 95 кг     | 1 квітня 1978     | Юність Мінськ               |
| 89        | Дмитро Коробов       | Л         | 190 см    | 101 кг    | 12 березня 1989   | Динамо Мінськ               |
| 91        | Кирило Готовець      | Л         | 183 см    | 92 кг     | 25 червня 1991    | Корнельський унів. (NCAA)   |

| Нападники | Нападники             | Нападники | Нападники | Нападники | Нападники        | Нападники          |
| #         | Гравець               | Хват      | Зріст     | Вага      | Дата народження  | Команда            |
| --------- | --------------------- | --------- | --------- | --------- | ---------------- | ------------------ |
| 10        | Андрій Михальов А     | Л         | 182 см    | 91 кг     | 23 лютого 1978   | Динамо Мінськ      |
| 11        | Олександр Кулаков     | Л         | 182 см    | 91 кг     | 15 травня 1983   | Динамо Мінськ      |
| 13        | Сергій Дрозд          | Л         | 181 см    | 77 кг     | 14 квітня 1990   | Динамо Мінськ      |
| 17        | Артем Демков          | Л         | 178 см    | 75 кг     | 16 вересня 1989  | Шахтар Солігорськ  |
| 18        | Олексій Угаров        | Л         | 179 см    | 80 кг     | 2 січня 1985     | Динамо Москва      |
| 19        | Дмитро Мелешко        | П         | 182 см    | 81 кг     | 8 листопада 1982 | Динамо Мінськ      |
| 23        | Андрій Костіцин       | Л         | 183 см    | 91 кг     | 3 лютого 1985    | Монреаль Канадієнс |
| 26        | Андрій Стась          | Л         | 189 см    | 88 кг     | 18 жовтня 1988   | Динамо Мінськ      |
| 59        | Сергій Демагін        | Л         | 183 см    | 80 кг     | 19 липня 1986    | Динамо Мінськ      |
| 61        | Андрій Степанов       | П         | 178 см    | 91 кг     | 14 квітня 1986   | Юність Мінськ      |
| 77        | Олександр Кітаров     | Л         | 190 см    | 90 кг     | 18 червня 1987   | Юність Мінськ      |
| 81        | Олександр Павлович    | Л         | 184 см    | 86 кг     | 7 грудня 1988    | Шахтар Солігорськ  |
| 84        | Михайло Грабовський C | Л         | 181 см    | 83 кг     | 31 січня 1984    | Торонто Мейпл-Ліфс |
| 88        | Євген Ковиршин        | Л         | 178 см    | 77 кг     | 25 січня 1986    | Шахтар Солігорськ  |

## Канада
- Кен Хітчкок — головний тренер
- Пітер ДеБур — асистент тренера
- Скотт Арніел — асистент тренера
- Дейв Ноніс — начальник команди

Склад гравців на чемпіонаті світу 2011:
Станом на 6 травня 2011
| Воротарі | Воротарі        | Воротарі | Воротарі | Воротарі | Воротарі        | Воротарі           |
| #        | Гравець         | Хват     | Зріст    | Вага     | Дата народження | Команда            |
| -------- | --------------- | -------- | -------- | -------- | --------------- | ------------------ |
| 34       | Джеймс Реймер   | Л        | 188 см   | 94 кг    | 15 березня 1988 | Торонто Мейпл-Ліфс |
| 40       | Деван Дабник    | П        | 195 см   | 99 кг    | 4 травня 1986   | Едмонтон Ойлерс    |
| 45       | Джонатан Берньє | Л        | 183 см   | 84 кг    | 7 серпня 1988   | Лос-Анджелес Кінгс |

| Захисники | Захисники           | Захисники | Захисники | Захисники | Захисники         | Захисники            |
| #         | Гравець             | Хват      | Зріст     | Вага      | Дата народження   | Команда              |
| --------- | ------------------- | --------- | --------- | --------- | ----------------- | -------------------- |
| 2         | Люк Шенн            | П         | 188 см    | 94 кг     | 2 листопада 1989  | Торонто Мейпл-Ліфс   |
| 3         | Діон Фанеф А        | Л         | 191 см    | 91 кг     | 10 квітня 1985    | Торонто Мейпл-Ліфс   |
| 7         | Маріо Скальцо       | Л         | 178 см    | 86 кг     | 11 листопада 1984 | Адлер Маннгейм       |
| 8         | Брент Бернз         | П         | 193 см    | 90 кг     | 9 березня 1985    | Міннесота Вайлд      |
| 17        | Марк-Андре Граньяні | Л         | 188 см    | 90 кг     | 11 березня 1987   | Баффало Сейбрс       |
| 27        | Алекс П'єтранджело  | П         | 190 см    | 95 кг     | 18 січня 1990     | Сент-Луїс Блюз       |
| 28        | Карло Колайоково    | Л         | 186 см    | 90 кг     | 27 січня 1983     | Сент-Луїс Блюз       |
| 33        | Марк Мето           | Л         | 190 см    | 100 кг    | 21 червня 1985    | Колумбус Блю-Джекетс |

| Нападники | Нападники        | Нападники | Нападники | Нападники | Нападники         | Нападники            |
| #         | Гравець          | Хват      | Зріст     | Вага      | Дата народження   | Команда              |
| --------- | ---------------- | --------- | --------- | --------- | ----------------- | -------------------- |
| 9         | Евандер Кейн     | Л         | 188 см    | 88 кг     | 2 серпня 1991     | Атланта Трешерс      |
| 14        | Джордан Еберле   | П         | 183 см    | 84 кг     | 15 травня 1990    | Едмонтон Ойлерс      |
| 15        | Тревіс Зейджек А | П         | 188 см    | 93 кг     | 13 травня 1985    | Нью-Джерсі Девілс    |
| 16        | Ендрю Ледд А     | Л         | 188 см    | 90 кг     | 12 грудня 1985    | Атланта Трешерс      |
| 18        | Джеймс Ніл       | Л         | 190 см    | 93 кг     | 3 вересня 1987    | Піттсбург Пінгвінс   |
| 19        | Джейсон Спецца А | П         | 188 см    | 93 кг     | 13 червня 1983    | Оттава Сенаторс      |
| 20        | Джон Таварес     | Л         | 183 см    | 88 кг     | 20 вересня 1990   | Нью-Йорк Айлендерс   |
| 22        | Кел Клаттербак   | П         | 180 см    | 96 кг     | 18 листопада 1987 | Міннесота Вайлд      |
| 25        | Кріс Стюарт      | П         | 188 см    | 103 кг    | 30 жовтня 1987    | Сент-Луїс Блюз       |
| 50        | Антуан Верметт   | Л         | 185 см    | 90 кг     | 20 липня 1982     | Колумбус Блю-Джекетс |
| 53        | Джефф Скіннер    | Л         | 180 см    | 87 кг     | 16 травня 1992    | Кароліна Гаррікейнс  |
| 61        | Рік Неш C        | Л         | 193 см    | 97 кг     | 16 червня 1984    | Колумбус Блю-Джекетс |
| 92        | Метт Дюшен       | Л         | 180 см    | 90 кг     | 16 січня 1991     | Колорадо Аваланш     |

## Латвія
- Олег Знарок — головний тренер
- Харійс Вітоліньш — асистент тренера
- Сандіс Озоліньш — начальник команди

Склад гравців на чемпіонаті світу 2011:
Станом на 5 травня 2011
| Воротарі | Воротарі          | Воротарі | Воротарі | Воротарі | Воротарі        | Воротарі             |
| #        | Гравець           | Хват     | Зріст    | Вага     | Дата народження | Команда              |
| -------- | ----------------- | -------- | -------- | -------- | --------------- | -------------------- |
| 1        | Маріс Ючерс       | Л        | 190 см   | 80 кг    | 18 червня 1987  | Металургс Лієпая     |
| 30       | Мартіньш Райтумс  | Л        | 185 см   | 95 кг    | 14 квітня 1985  | Бейбарис Атирау      |
| 31       | Едгарс Масальскіс | Л        | 177 см   | 78 кг    | 31 березня 1980 | Югра Ханти-Мансійськ |

| Захисники | Захисники         | Захисники | Захисники | Захисники | Захисники       | Захисники          |
| #         | Гравець           | Хват      | Зріст     | Вага      | Дата народження | Команда            |
| --------- | ----------------- | --------- | --------- | --------- | --------------- | ------------------ |
| 3         | Арвідс Рекіс      | Л         | 183 см    | 90 кг     | 1 січня 1979    | Динамо Рига        |
| 5         | Яніс Андерсонс    | Л         | 187 см    | 88 кг     | 7 жовтня 1986   | Динамо Рига        |
| 11        | Крістапс Сотнієкс | Л         | 183 см    | 87 кг     | 29 січня 1987   | Динамо Рига        |
| 25        | Єкабс Редліхс     | Л         | 185 см    | 86 кг     | 29 березня 1982 | Динамо Рига        |
| 26        | Кріш'яніс Редліхс | Л         | 189 см    | 86 кг     | 15 січня 1981   | Динамо Рига        |
| 32        | Артурс Кулда      | Л         | 188 см    | 98 кг     | 25 липня 1988   | Чикаго Вулвз (АХЛ) |
| 44        | Оскарс Цибульскіс | Л         | 192 см    | 100 кг    | 9 квітня 1988   | Динамо Рига        |
| 81        | Георгій Пуяц      | Л         | 184 см    | 90 кг     | 11 червня 1981  | Сибір Новосибірськ |

| Нападники | Нападники           | Нападники | Нападники | Нападники | Нападники         | Нападники        |
| #         | Гравець             | Хват      | Зріст     | Вага      | Дата народження   | Команда          |
| --------- | ------------------- | --------- | --------- | --------- | ----------------- | ---------------- |
| 6         | Юріс Шталс          | Л         | 191 см    | 90 кг     | 8 квітня 1982     | Динамо Рига      |
| 9         | Робертс Букартс     | П         | 184 см    | 83 кг     | 27 червня 1990    | Динамо Рига      |
| 10        | Лауріс Дарзіньш     | П         | 190 см    | 90 кг     | 28 січня 1985     | Динамо Рига      |
| 12        | Херберт Васильєв C  | П         | 181 см    | 82 кг     | 23 травня 1976    | Крефельд Пінгвін |
| 15        | Роланд Кеніньш      | Л         | 178 см    | 80 кг     | 28 лютого 1991    | ЦСК Лайонс       |
| 17        | Олександр Ніживій А | П         | 177 см    | 77 кг     | 16 вересня 1976   | Динамо Рига      |
| 18        | Каспарс Саулієтіс   | П         | 190 см    | 86 кг     | 12 червня 1987    | ГПК Гямеенлінна  |
| 21        | Армандс Берзіньш    | Л         | 192 см    | 97 кг     | 27 грудня 1983    | ГПК Гямеенлінна  |
| 23        | Андріс Джеріньш     | Л         | 185 см    | 85 кг     | 14 лютого 1988    | Динамо Рига      |
| 24        | Мікеліс Редліхс     | Л         | 179 см    | 82 кг     | 1 липня 1984      | Динамо Рига      |
| 27        | Сергій Печура       | Л         | 188 см    | 92 кг     | 14 червня 1987    | Крила Рад Москва |
| 47        | Мартіньш Ципуліс    | Л         | 181 см    | 82 кг     | 29 листопада 1980 | Амур Хабаровськ  |
| 75        | Гіртс Анкіпанс А    | Л         | 186 см    | 98 кг     | 29 листопада 1975 | Динамо Рига      |
| 87        | Гінтс Мейя          | Л         | 185 см    | 80 кг     | 4 вересня 1987    | Динамо Рига      |

## Німеччина
- Уве Крупп — головний тренер
- Гарольд Крайс — асистент тренера
- Ернст Гофнер — асистент тренера
- Клаус Мерк — начальник команди

Склад гравців на чемпіонаті світу 2011:
Станом на 4 травня 2011
| Воротарі | Воротарі        | Воротарі | Воротарі | Воротарі | Воротарі        | Воротарі                 |
| #        | Гравець         | Хват     | Зріст    | Вага     | Дата народження | Команда                  |
| -------- | --------------- | -------- | -------- | -------- | --------------- | ------------------------ |
| 30       | Йохен Раймер    | Л        | 184 см   | 90 кг    | 10 грудня 1982  | Гріззлі Адамс Вольфсбург |
| 32       | Дмитро Петцольд | Л        | 180 см   | 87 кг    | 3 лютого 1983   | Штраубінг Тайгерс        |
| 44       | Денніс Ендрас   | Л        | 183 см   | 76 кг    | 14 липня 1985   | Аугсбург Пантерс         |

| Захисники | Захисники         | Захисники | Захисники | Захисники | Захисники       | Захисники            |
| #         | Гравець           | Хват      | Зріст     | Вага      | Дата народження | Команда              |
| --------- | ----------------- | --------- | --------- | --------- | --------------- | -------------------- |
| 2         | Деніс Ройль       | П         | 193 см    | 104 кг    | 29 червня 1989  | Адлер Мангайм        |
| 3         | Юстін Крюгер      | П         | 190 см    | 96 кг     | 6 жовтня 1986   | ХК Берн              |
| 5         | Корбініан Гольцер | П         | 190 см    | 94 кг     | 16 лютого 1988  | Торонто Марліз (АХЛ) |
| 20        | Роберт Дітріх     | Л         | 180 см    | 85 кг     | 25 липня 1986   | Адлер Мангайм        |
| 27        | Кевін Лавалле     | П         | 190 см    | 94 кг     | 12 грудня 1981  | ЕХК Мюнхен           |
| 48        | Франк Гердлер     | Л         | 183 см    | 86 кг     | 26 січня 1985   | Айсберен Берлін      |
| 77        | Ніколай Гоч       | Л         | 182 см    | 95 кг     | 11 червня 1986  | Адлер Мангайм        |
| 90        | Константін Браун  | Л         | 190 см    | 89 кг     | 11 березня 1988 | Айсберен Берлін      |

| Нападники | Нападники          | Нападники | Нападники | Нападники | Нападники        | Нападники                |
| #         | Гравець            | Хват      | Зріст     | Вага      | Дата народження  | Команда                  |
| --------- | ------------------ | --------- | --------- | --------- | ---------------- | ------------------------ |
| 16        | Міхаель Вольф C    | П         | 177 см    | 80 кг     | 24 січня 1981    | Ізерлон Рустерс          |
| 18        | Кай Госпельт       | Л         | 185 см    | 85 кг     | 23 серпня 1985   | Гріззлі Адамс Вольфсбург |
| 21        | Джон Тріпп         | П         | 192 см    | 103 кг    | 4 травня 1977    | Кельнер Гайє             |
| 24        | Андре Ранкель      | Л         | 186 см    | 89 кг     | 27 серпня 1985   | Айсберен Берлін          |
| 25        | Марцель Мюллер     | Л         | 193 см    | 98 кг     | 10 липня 1988    | Торонто Марліз (АХЛ)     |
| 26        | Даніель Кройтцер А | Л         | 176 см    | 86 кг     | 23 жовтня 1979   | ДЕГ Дюссельдорф          |
| 28        | Франк Мауер        | П         | 184 см    | 85 кг     | 12 квітня 1988   | Адлер Мангайм            |
| 29        | Александер Барта   | П         | 180 см    | 77 кг     | 2 лютого 1983    | Гамбург Фрізерс          |
| 37        | Патрік Раймер      | П         | 179 см    | 84 кг     | 10 грудня 1982   | ДЕГ Дюссельдорф          |
| 39        | Томас Грайлінгер   | П         | 180 см    | 88 кг     | 6 серпня 1981    | ЕРК Інгольштадт          |
| 47        | Крістоф Улльманн А | Л         | 182 см    | 84 кг     | 19 травня 1983   | Кельнер Гайє             |
| 55        | Фелікс Шюц         | Л         | 178 см    | 87 кг     | 3 листопада 1987 | ЕРК Інгольштадт          |
| 75        | Маркус Кінк        | Л         | 186 см    | 81 кг     | 13 січня 1985    | Адлер Мангайм            |
| 87        | Філіп Гогулла      | Л         | 188 см    | 80 кг     | 31 липня 1987    | Кельнер Гайє             |

## Словаччина
- Глен Генлон — головний тренер
- Любомір Покович — асистент тренера
- Франтішек Госса — асистент тренера
- Петер Бондра — начальник команди

Склад гравців на чемпіонаті світу 2011:
Станом на 9 травня 2011
| Воротарі | Воротарі       | Воротарі | Воротарі | Воротарі | Воротарі        | Воротарі          |
| #        | Гравець        | Хват     | Зріст    | Вага     | Дата народження | Команда           |
| -------- | -------------- | -------- | -------- | -------- | --------------- | ----------------- |
| 2        | Петер Гамерлик | Л        | 187 см   | 78 кг    | 2 січня 1982    | Оцеларжи Тршинець |
| 25       | Ян Лашак       | Л        | 183 см   | 93 кг    | 10 квітня 1979  | Йокеріт Гельсінкі |
| 30       | Ярослав Галак  | Л        | 182 см   | 76 кг    | 13 травня 1985  | Сент-Луїс Блюз    |

| Захисники | Захисники            | Захисники | Захисники | Захисники | Захисники       | Захисники                 |
| #         | Гравець              | Хват      | Зріст     | Вага      | Дата народження | Команда                   |
| --------- | -------------------- | --------- | --------- | --------- | --------------- | ------------------------- |
| 4         | Міхал Серсен         | Л         | 184 см    | 80 кг     | 28 грудня 1985  | Автомобіліст Єкатиринбург |
| 7         | Іван Баранка         | Л         | 189 см    | 91 кг     | 19 травня 1985  | Спартак Москва            |
| 16        | Іван Маєський        | Л         | 195 см    | 104 кг    | 2 вересня 1976  | ХК Шеллефтео              |
| 17        | Любомір Вішньовський | Л         | 177 см    | 85 кг     | 11 серпня 1976  | Анагайм Дакс              |
| 37        | Петер Подградський   | П         | 187 см    | 92 кг     | 10 грудня 1979  | Динамо Мінськ             |
| 51        | Домінік Граняк       | Л         | 182 см    | 78 кг     | 11 червня 1983  | Динамо Москва             |
| 68        | Мілан Юрчина         | П         | 195 см    | 110 кг    | 7 червня 1983   | Нью-Йорк Айлендерс        |
| 77        | Мартін Штрбак        | Л         | 191 см    | 96 кг     | 15 січня 1975   | Динамо Москва             |

| Нападники | Нападники         | Нападники | Нападники | Нападники | Нападники         | Нападники             |
| #         | Гравець           | Хват      | Зріст     | Вага      | Дата народження   | Команда               |
| --------- | ----------------- | --------- | --------- | --------- | ----------------- | --------------------- |
| 8         | Мартін Цібак      | Л         | 185 см    | 82 кг     | 17 травня 1980    | Сєвєрсталь Череповець |
| 10        | Маріан Габорик    | Л         | 186 см    | 89 кг     | 14 лютого 1982    | Нью-Йорк Рейнджерс    |
| 14        | Штефан Ружичка    | П         | 182 см    | 97 кг     | 17 лютого 1985    | Спартак Москва        |
| 15        | Йозеф Штумпел А   | П         | 190 см    | 100 кг    | 20 липня 1972     | Динамо Мінськ         |
| 18        | Мірослав Шатан А  | Л         | 188 см    | 87 кг     | 22 жовтня 1974    | Динамо Москва         |
| 20        | Ріхард Зедник     | Л         | 186 см    | 87 кг     | 6 січня 1976      | АІК Стокгольм         |
| 23        | Любош Бартечко    | Л         | 183 см    | 86 кг     | 14 липня 1976     | МОДО Ерншельдсвік     |
| 26        | Міхал Гандзуш     | Л         | 193 см    | 98 кг     | 11 березня 1977   | Лос-Анджелес Кінгс    |
| 27        | Ладіслав Надь     | П         | 180 см    | 87 кг     | 1 червня 1979     | МОДО Ерншельдсвік     |
| 38        | Павол Демітра C   | Л         | 183 см    | 91 кг     | 29 листопада 1974 | Локомотив Ярославль   |
| 43        | Томаш Суровий     | Л         | 183 см    | 87 кг     | 24 вересня 1981   | Динамо Рига           |
| 81        | Маріан Госса      | Л         | 185 см    | 90 кг     | 12 червня 1979    | Чикаго Блекгокс       |
| 88        | Марцел Госса      | Л         | 187 см    | 100 кг    | 12 жовтня 1981    | Ак Барс Казань        |
| 92        | Бранко Радівоєвич | П         | 186 см    | 90 кг     | 24 листопада 1980 | Спартак Москва        |

## Словенія
- Мат'яж Копітар — головний тренер
- Нік Зупанчич — асистент тренера
- Деян Контрец — начальник команди

Склад гравців на чемпіонаті світу 2011:
Станом на 4 травня 2011
| Воротарі | Воротарі       | Воротарі | Воротарі | Воротарі | Воротарі          | Воротарі         |
| #        | Гравець        | Хват     | Зріст    | Вага     | Дата народження   | Команда          |
| -------- | -------------- | -------- | -------- | -------- | ----------------- | ---------------- |
| 1        | Андрей Хочевар | Л        | 182 см   | 784 кг   | 21 листопада 1984 | ХК Понтебба      |
| 33       | Роберт Крістан | Л        | 183 см   | 85 кг    | 4 квітня 1983     | Медвешчак Загреб |
| 30       | Матія Пінтарич | Л        | 181 см   | 78 кг    | 11 серпня 1989    | Олімпія Любляна  |

| Захисники | Захисники           | Захисники | Захисники | Захисники | Захисники       | Захисники       |
| #         | Гравець             | Хват      | Зріст     | Вага      | Дата народження | Команда         |
| --------- | ------------------- | --------- | --------- | --------- | --------------- | --------------- |
| 4         | Андрей Тавжель      | Л         | 187 см    | 96 кг     | 14 березня 1984 | ХК Понтебба     |
| 15        | Блаж Грегорц        | Л         | 190 см    | 95 кг     | 18 січня 1990   | ХК Седертельє   |
| 17        | Жига Павлін         | П         | 193 см    | 96 кг     | 30 квітня 1985  | Олімпія Любляна |
| 18        | Грегорі Кужник      | Л         | 186 см    | 90 кг     | 12 червня 1978  | ХК Філлахер     |
| 21        | Клемен Претнар      | П         | 181 см    | 83 кг     | 31 серпня 1986  | Акроні Єсеніце  |
| 23        | Дам'ян Дерварич     | Л         | 185 см    | 90 кг     | 6 лютого 1982   | Олімпія Любляна |
| 28        | Алеш Краньц         | Л         | 181 см    | 94 кг     | 29 липня 1981   | Секешфехервар   |
| 51        | Мітья Робар А       | Л         | 177 см    | 84 кг     | 5 січня 1983    | Акроні Єсеніце  |
| 86        | Сабахудін Ковачевич | П         | 191 см    | 93 кг     | 25 лютого 1986  | Акроні Єсеніце  |

| Нападники | Нападники        | Нападники | Нападники | Нападники | Нападники       | Нападники             |
| #         | Гравець          | Хват      | Зріст     | Вага      | Дата народження | Команда               |
| --------- | ---------------- | --------- | --------- | --------- | --------------- | --------------------- |
| 8         | Жига Єглич       | П         | 186 см    | 74 кг     | 24 лютого 1988  | Акроні Єсеніце        |
| 9         | Томаж Разінгар C | Л         | 186 см    | 95 кг     | 25 квітня 1979  | ХК Філлахер           |
| 10        | Мітья Шивич      | П         | 178 см    | 86 кг     | 1 жовтня 1979   | ХК Гренобль           |
| 12        | Давід Родман     | Л         | 185 см    | 84 кг     | 10 вересня 1983 | В'єнна Кепіталс       |
| 14        | Матей Хочевар    | П         | 178 см    | 78 кг     | 30 квітня 1982  | Олімпія Любляна       |
| 19        | Жига Панце       | П         | 185 см    | 84 кг     | 1 січня 1989    | Олімпія Любляна       |
| 22        | Марцел Родман А  | П         | 185 см    | 85 кг     | 25 вересня 1981 | В'єнна Кепіталс       |
| 24        | Рок Тічар        | Л         | 180 см    | 76 кг     | 3 травня 1989   | Акроні Єсеніце        |
| 26        | Яка Анкерст      | Л         | 184 см    | 80 кг     | 27 березня 1989 | ХК Бріансон           |
| 55        | Роберт Саболич   | П         | 183 см    | 89 кг     | 18 вересня 1988 | Акроні Єсеніце        |
| 71        | Боштьян Голічич  | Л         | 183 см    | 88 кг     | 12 червня 1989  | Олімпія Любляна       |
| 76        | Рок Паїч         | Л         | 176 см    | 83 кг     | 26 вересня 1985 | Слован Усті-над-Лабем |
| 84        | Андрей Хебар     | Л         | 181 см    | 81 кг     | 7 вересня 1984  | Олімпія Любляна       |

## Фінляндія
- Юкка Ялонен — головний тренер
- Пасі Нурмінен — асистент тренера
- Петрі Матікайнен — асистент тренера
- Ярі Куррі — начальник команди

Склад гравців на чемпіонаті світу 2011:
Станом на 11 травня 2011
| Воротарі | Воротарі      | Воротарі | Воротарі | Воротарі | Воротарі        | Воротарі        |
| #        | Гравець       | Хват     | Зріст    | Вага     | Дата народження | Команда         |
| -------- | ------------- | -------- | -------- | -------- | --------------- | --------------- |
| 31       | Петрі Веханен | Л        | 186 см   | 82 кг    | 9 жовтня 1977   | Ак Барс Казань  |
| 33       | Ніко Ховінен  | Л        | 196 см   | 89 кг    | 14 березня 1988 | Пеліканс Лахті  |
| 35       | Теему Лассіла | Л        | 183 см   | 87 кг    | 26 березня 1983 | ГПК Гямеенлінна |

| Захисники | Захисники        | Захисники | Захисники | Захисники | Захисники         | Захисники              |
| #         | Гравець          | Хват      | Зріст     | Вага      | Дата народження   | Команда                |
| --------- | ---------------- | --------- | --------- | --------- | ----------------- | ---------------------- |
| 4         | Оссі Вяянянен    | Л         | 193 см    | 98 кг     | 18 серпня 1980    | Йокеріт Гельсінкі      |
| 5         | Лассе Кукконен А | Л         | 183 см    | 85 кг     | 18 вересня 1981   | Металург Магнітогорськ |
| 6         | Топі Яакола      | Л         | 186 см    | 87 кг     | 15 листопада 1983 | ХК Лулео               |
| 18        | Самі Лепісто     | Л         | 178 см    | 85 кг     | 17 жовтня 1984    | Колумбус Блю-Джекетс   |
| 19        | Юркі Вяліваара   | Л         | 188 см    | 92 кг     | 30 травня 1976    | ЮІП Ювяскюля           |
| 21        | Янне Ніскала     | Л         | 183 см    | 90 кг     | 22 вересня 1981   | Металург Магнітогорськ |
| 28        | Анссі Салмела    | Л         | 185 см    | 87 кг     | 13 серпня 1984    | Нью-Джерсі Девілс      |
| 41        | Пасі Пуйстола    | Л         | 182 см    | 80 кг     | 16 вересня 1978   | ГВ-71 Єнчопінг         |

| Нападники | Нападники          | Нападники | Нападники | Нападники | Нападники       | Нападники              |
| #         | Гравець            | Хват      | Зріст     | Вага      | Дата народження | Команда                |
| --------- | ------------------ | --------- | --------- | --------- | --------------- | ---------------------- |
| 9         | Мікко Койву C      | Л         | 188 см    | 85 кг     | 12 березня 1983 | Міннесота Вайлд        |
| 15        | Туомо Рууту А      | Л         | 184 см    | 94 кг     | 16 лютого 1983  | Кароліна Гаррікейнс    |
| 20        | Янне Песонен       | Л         | 180 см    | 81 кг     | 11 травня 1982  | Ак Барс Казань         |
| 24        | Вілле Лаюнен       | Л         | 185 см    | 75 кг     | 16 червня 1990  | Еспоо Блюз             |
| 26        | Яркко Іммонен      | П         | 183 см    | 96 кг     | 19 квітня 1982  | Ак Барс Казань         |
| 29        | Петтері Нокелайнен | П         | 185 см    | 86 кг     | 16 січня 1986   | Йокеріт Гельсінкі      |
| 37        | Міка Пюоряля       | Л         | 182 см    | 79 кг     | 13 липня 1981   | Фрелунда Гетеборг      |
| 39        | Ніко Капанен       | Л         | 177 см    | 80 кг     | 29 квітня 1978  | Ак Барс Казань         |
| 40        | Антті Пільстрем    | Л         | 180 см    | 82 кг     | 22 жовтня 1984  | ЮІП Ювяскюля           |
| 47        | Янне Лахті         | Л         | 189 см    | 89 кг     | 20 липня 1982   | Йокеріт Гельсінкі      |
| 50        | Юхаматті Аалтонен  | П         | 184 см    | 89 кг     | 4 червня 1985   | Металург Магнітогорськ |
| 58        | Єссе Йоенсуу       | Л         | 191 см    | 90 кг     | 5 жовтня 1987   | Нью-Йорк Айлендерс     |
| 64        | Мікаель Гранлунд   | Л         | 175 см    | 77 кг     | 26 лютого 1992  | ГІФК Гельсінкі         |
| 71        | Лео Комаров        | Л         | 180 см    | 92 кг     | 23 січня 1987   | Динамо Москва          |

## Франція
- Девід Гендерсон — головний тренер
- П'єр Пуссе — асистент тренера

Склад гравців на чемпіонаті світу 2011:
Станом на 6 травня 2011
| Воротарі | Воротарі      | Воротарі | Воротарі | Воротарі | Воротарі        | Воротарі           |
| #        | Гравець       | Хват     | Зріст    | Вага     | Дата народження | Команда            |
| -------- | ------------- | -------- | -------- | -------- | --------------- | ------------------ |
| 33       | Ронан Кеменер | Л        | 185 см   | 83 кг    | 13 лютого 1988  | ХК Гап             |
| 39       | Крістобаль Юе | Л        | 184 см   | 93 кг    | 3 вересня 1975  | ХК Фрібур-Готтерон |
| 42       | Фабріс Ланрі  | Л        | 180 см   | 83 кг    | 29 червня 1972  | ХК Руан            |

| Захисники | Захисники     | Захисники | Захисники | Захисники | Захисники         | Захисники      |
| #         | Гравець       | Хват      | Зріст     | Вага      | Дата народження   | Команда        |
| --------- | ------------- | --------- | --------- | --------- | ----------------- | -------------- |
| 3         | Венсан Баше А | Л         | 181 см    | 85 кг     | 29 квітня 1978    | ХК Ам'єн       |
| 18        | Йоанн Овітю   | Л         | 181 см    | 85 кг     | 27 липня 1989     | ЮП Ювяскюля    |
| 20        | Максім Муазан | П         | 177 см    | 78 кг     | 11 червня 1990    | ХК Гренобль    |
| 21        | Жонатан Жаній | П         | 187 см    | 87 кг     | 24 вересня 1987   | ХК Руан        |
| 38        | Тома Руссель  | Л         | 183 см    | 85 кг     | 22 листопада 1985 | ХК Ам'єн       |
| 74        | Ніколя Беш    | Л         | 179 см    | 84 кг     | 25 жовтня 1984    | Юкуріт Міккелі |
| 84        | Кевен Екфей А | П         | 184 см    | 86 кг     | 20 листопада 1984 | ХК Ам'єн       |
| 87        | Тедді Трабіше | Л         | 184 см    | 86 кг     | 10 березня 1987   | ХК Ам'єн       |

| Нападники | Нападники          | Нападники | Нападники | Нападники | Нападники         | Нападники         |
| #         | Гравець            | Хват      | Зріст     | Вага      | Дата народження   | Команда           |
| --------- | ------------------ | --------- | --------- | --------- | ----------------- | ----------------- |
| 9         | Дам'єн Флері       | П         | 179 см    | 81 кг     | 1 лютого 1986     | ХК Вестерос       |
| 10        | Лоран Меньє C      | П         | 183 см    | 84 кг     | 16 січня 1979     | Штраубінг Тайгерс |
| 13        | Люк Тардіф, мл.    | Л         | 192 см    | 100 кг    | 30 листопада 1984 | ХК Руан           |
| 14        | Стефан Да Коста    | П         | 180 см    | 82 кг     | 11 липня 1989     | Оттава Сенаторс   |
| 17        | Жеремі Роман       | Л         | 192 см    | 95 кг     | 28 лютого 1988    | ХК Кан            |
| 19        | Лоїк Лампер'є      | Л         | 180 см    | 84 кг     | 7 серпня 1989     | ХК Бріансон       |
| 22        | Браєн Гендерсон    | Л         | 180 см    | 82 кг     | 22 листопада 1986 | ХК Анже           |
| 23        | Ніколя Арроссамена | П         | 181 см    | 75 кг     | 9 січня 1990      | ХК Гренобль       |
| 24        | Жюльєн Дерозьє     | Л         | 178 см    | 80 кг     | 14 жовтня 1980    | ХК Руан           |
| 28        | Лоран Гра          | Л         | 177 см    | 84 кг     | 15 березня 1976   | ХК Шамоні         |
| 41        | П'єр-Едуар Бельмар | Л         | 182 см    | 87 кг     | 6 березня 1985    | ХК Шеллефтео      |
| 77        | Саша Трей          | Л         | 196 см    | 98 кг     | 6 листопада 1987  | Спарта Прага      |
| 80        | Тедді Да Коста     | П         | 181 см    | 80 кг     | 17 лютого 1986    | ХК Руан           |
| 82        | Дам'єн Ро          | Л         | 179 см    | 84 кг     | 3 листопада 1984  | ХК Бріансон       |

## Чехія
- Алоїз Гадамчик — головний тренер
- Йозеф Палелек — асистент тренера
- Славомір Ленер — начальник команди

Склад гравців на чемпіонаті світу 2011:
Станом на 11 травня 2011
| Воротарі | Воротарі        | Воротарі | Воротарі | Воротарі | Воротарі        | Воротарі             |
| #        | Гравець         | Хват     | Зріст    | Вага     | Дата народження | Команда              |
| -------- | --------------- | -------- | -------- | -------- | --------------- | -------------------- |
| 1        | Якуб Коварж     | Л        | 184 см   | 91 кг    | 19 липня 1988   | ХК Чеське Будейовіце |
| 31       | Ондржей Павелец | Л        | 188 см   | 92 кг    | 31 серпня 1987  | Атланта Трешерс      |
| 33       | Якуб Штепанек   | Л        | 188 см   | 80 кг    | 20 червня 1986  | СКА Санкт-Петербург  |

| Захисники | Захисники      | Захисники | Захисники | Захисники | Захисники       | Захисники             |
| #         | Гравець        | Хват      | Зріст     | Вага      | Дата народження | Команда               |
| --------- | -------------- | --------- | --------- | --------- | --------------- | --------------------- |
| 2         | Збинек Міхалек | П         | 189 см    | 95 кг     | 23 грудня 1982  | Піттсбург Пінгвінс    |
| 3         | Марек Жидліцки | П         | 180 см    | 85 кг     | 3 лютого 1977   | Міннесота Вайлд       |
| 4         | Карел Рахунек  | П         | 188 см    | 100 кг    | 27 серпня 1979  | Локомотив Ярославль   |
| 7         | Радек Мартінек | Л         | 182 см    | 93 кг     | 31 серпня 1976  | Нью-Йорк Айлендерс    |
| 25        | Лукаш Крайчек  | Л         | 187 см    | 96 кг     | 11 березня 1983 | Оцеларжи Тржинець     |
| 36        | Петр Часлава   | Л         | 193 см    | 99 кг     | 3 вересня 1979  | ЦСКА Москва           |
| 41        | Мартін Шкоула  | Л         | 190 см    | 101 кг    | 28 жовтня 1979  | Авангард Омськ        |
| 63        | Ондржей Немец  | Л         | 185 см    | 84 кг     | 18 квітня 1984  | Сєвєрсталь Череповець |

| Нападники | Нападники       | Нападники | Нападники | Нападники | Нападники       | Нападники              |
| #         | Гравець         | Хват      | Зріст     | Вага      | Дата народження | Команда                |
| --------- | --------------- | --------- | --------- | --------- | --------------- | ---------------------- |
| 9         | Мілан Міхалек   | П         | 188 см    | 102 кг    | 7 грудня 1984   | Оттава Сенаторс        |
| 10        | Роман Червенка  | Л         | 181 см    | 86 кг     | 10 грудня 1985  | Авангард Омськ         |
| 11        | Петр Губачек    | П         | 184 см    | 90 кг     | 2 вересня 1979  | Комета Брно            |
| 12        | Їржі Новотни    | Л         | 189 см    | 95 кг     | 12 серпня 1983  | Барис Астана           |
| 14        | Петр Вампола    | Л         | 185 см    | 91 кг     | 21 січня 1982   | Авангард Омськ         |
| 15        | Ян Марек        | Л         | 181 см    | 86 кг     | 31 грудня 1979  | Атлант Митищі          |
| 18        | Міхаел Фролік   | Л         | 186 см    | 89 кг     | 17 лютого 1988  | Чикаго Блекгокс        |
| 24        | Мартін Гавлат   | П         | 187 см    | 95 кг     | 19 квітня 1981  | Міннесота Вайлд        |
| 26        | Патрік Еліаш А  | Л         | 185 см    | 88 кг     | 13 квітня 1976  | Нью-Джерсі Девілс      |
| 60        | Томаш Ролінек C | Л         | 177 см    | 83 кг     | 31 грудня 1979  | Металург Магнітогорськ |
| 68        | Яромір Ягр А    | Л         | 189 см    | 104 кг    | 15 лютого 1972  | Авангард Омськ         |
| 73        | Петр Пруха      | П         | 180 см    | 78 кг     | 14 вересня 1982 | СКА Санкт-Петербург    |
| 82        | Томаш Плеканец  | Л         | 179 см    | 81 кг     | 31 жовтня 1982  | Монреаль Канадієнс     |
| 93        | Якуб Ворачек    | Л         | 189 см    | 96 кг     | 15 серпня 1989  | Колумбус Блю-Джекетс   |

## Швеція
- Пер Мортс — головний тренер
- Роджер Реннберг — асистент тренера
- Петер Попович — асистент тренера
- Стефан Ладге — асистент тренера
- Рікард Гронборг — асистент тренера
- Томмі Боустедт — начальник команди

Склад гравців на чемпіонаті світу 2011:
Станом на 9 травня 2011
| Воротарі | Воротарі        | Воротарі | Воротарі | Воротарі | Воротарі        | Воротарі          |
| #        | Гравець         | Хват     | Зріст    | Вага     | Дата народження | Команда           |
| -------- | --------------- | -------- | -------- | -------- | --------------- | ----------------- |
| 30       | Віктор Фаст     | Л        | 184 см   | 86 кг    | 8 серпня 1982   | АІК Стокгольм     |
| 31       | Андерс Нільссон | Л        | 195 см   | 100 кг   | 19 березня 1990 | ХК Лулео          |
| 44       | Ерік Ерсберг    | Л        | 182 см   | 83 кг    | 8 березня 1982  | Салават Юлаєв Уфа |

| Захисники | Захисники            | Захисники | Захисники | Захисники | Захисники        | Захисники          |
| #         | Гравець              | Хват      | Зріст     | Вага      | Дата народження  | Команда            |
| --------- | -------------------- | --------- | --------- | --------- | ---------------- | ------------------ |
| 2         | Ніклас Гроссман А    | Л         | 191 см    | 94 кг     | 22 січня 1985    | Даллас Старс       |
| 3         | Олівер Екман-Ларссон | Л         | 188 см    | 85 кг     | 17 липня 1991    | Фінікс Койотс      |
| 5         | Даніель Фернгольм    | Л         | 196 см    | 101 кг    | 20 грудня 1983   | Динамо Мінськ      |
| 7         | Давід Рундблад       | П         | 189 см    | 86 кг     | 8 жовтня 1990    | ХК Шеллефтео       |
| 11        | Карл Гуннарссон      | Л         | 188 см    | 86 кг     | 9 листопада 1986 | Торонто Мейпл-Ліфс |
| 22        | Давід Петрашек       | П         | 187 см    | 95 кг     | 1 лютого 1976    | Динамо Мінськ      |
| 24        | Стаффан Кронвалль    | Л         | 193 см    | 97 кг     | 10 вересня 1982  | Юргорден Стокгольм |
| 44        | Тім Еріксон          | П         | 190 см    | 90 кг     | 24 лютого 1991   | ХК Шеллефтео       |

| Нападники | Нападники                | Нападники | Нападники | Нападники | Нападники         | Нападники               |
| #         | Гравець                  | Хват      | Зріст     | Вага      | Дата народження   | Команда                 |
| --------- | ------------------------ | --------- | --------- | --------- | ----------------- | ----------------------- |
| 8         | Андреас Ємтін            | Л         | 183 см    | 88 кг     | 4 травня 1983     | ХК Лінчепінг            |
| 9         | Маттіас Теденбю          | Л         | 178 см    | 80 кг     | 21 лютого 1990    | Нью-Джерсі Девілс       |
| 10        | Мартін Тернберг          | Л         | 183 см    | 91 кг     | 6 серпня 1983     | ГВ-71 Єнчопінг          |
| 15        | Маттіас Шегрен           | Л         | 189 см    | 97 кг     | 27 листопада 1987 | Фер'єстад Карлстад      |
| 18        | Патрік Берглунд А        | Л         | 192 см    | 90 кг     | 2 червня 1988     | Сент-Луїс Блюз          |
| 21        | Луї Ерікссон             | Л         | 185 см    | 83 кг     | 17 липня 1985     | Даллас Старс            |
| 23        | Ніклас Перссон           | Л         | 188 см    | 93 кг     | 26 березня 1979   | Нафтохімік Нижньокамськ |
| 27        | Роберт Нільссон          | Л         | 178 см    | 87 кг     | 10 січня 1985     | Салават Юлаєв Уфа       |
| 32        | Маркус Крюгер            | Л         | 182 см    | 82 кг     | 27 травня 1990    | Чикаго Блекгокс         |
| 33        | Якоб Сільверберг         | П         | 185 см    | 87 кг     | 13 жовтня 1990    | Брюнес Євле             |
| 42        | Джиммі Ерікссон          | Л         | 188 см    | 92 кг     | 22 лютого 1980    | ХК Шеллефтео            |
| 51        | Рікард Валлін C          | Л         | 191 см    | 91 кг     | 9 квітня 1980     | Фер'єстад Карлстад      |
| 60        | Мікаель Баклунд          | Л         | 184 см    | 90 кг     | 17 березня 1989   | Калгарі Флеймс          |
| 91        | Магнус Пяяйярві-Свенссон | Л         | 188 см    | 91 кг     | 12 квітня 1991    | Едмонтон Ойлерс         |